# Paul Desmond
Paul Desmond, född Paul Emil Breitenfeld, den 25 november 1924 i San Francisco, Kalifornien, död 30 maj 1977, var en amerikansk jazzmusiker. 
Desmond studerade klarinett på SF Polytechnic High, men är mest känd för sitt altsaxspel. Han spelade med Dave Brubeck 1951. Han blev snabbt känd genom sin medverkan i Brubecks band, och vann Down Beats omröstning som bästa nya altsaxofonist 1953. Han spelar med en klar, lätt, swingin' stil. Desmond var duktig på att spela i det höga registret på altsaxen. Han räknas som en av de viktigaste altsaxofonisterna under 1950-talets cool jazz-stil.
Desmonds mest kända komposition är "Take Five". Hans musik kan även höras i bakgrunden i filmen Next Stop, Greenwich Village (1976).